# Рывкина, Розалина Владимировна
Розали́на Влади́мировна Ры́вкина (8 июня 1926 — 30 октября 2021) — советский и российский социолог, профессор (1988), доктор экономических наук (1979), заслуженный деятель науки РФ (2002), профессор кафедры экономической социологии факультета социологии Государственного университета «Высшая школа экономики», ведущий научный сотрудник Института социально-экономических проблем народонаселения Российской Академии Наук (ИСЭПН РАН).
Окончила философский факультет Ленинградского государственного университета (1950) и аспирантуру Томского государственного университета, где защитила диссертацию (кандидат экономических наук, 1959)

## Биография
В 1979 году защитила докторскую диссертацию на тему «Социально-экономические проблемы образа жизни сельского населения» по научной специальности 09.00.09 — «Философия науки. Прикладная социология», на основании чего ей была присуждена учёная степень доктора экономических наук.

## Избранные труды
- «Образ жизни сельского населения» (1979),
- «Социология экономической жизни» (1991, в соавторстве с Т. И. Заславской),
- «Между социализмом и рынком. Судьба экономической культуры в России» (1994)
- «Экономическая социология переходной России» (1998)
- «Евреи в постсоветской России — кто они?» (1996), 240 с., текст
- Как живут евреи в России? (Благотворительный фонд «Дом еврейской книги», 2005) ISBN 5-98831-009-5
- Парадоксы российской социологии
- Приватизация на промышленных предприятиях России
- Клановый капитализм
- Социальная справедливость и общественное мнение